# Geoffrey Bamforth
Geoffrey Charles Bamforth (* 21. Oktober 1896 in Swindon; † 28. Februar 1985 in Up Holland)  war ein englischer Fußballspieler.

## Karriere
Der Amateurfußballer Bamforth war in der Saison 1920/21 Mannschaftskapitän des Fußballteams des Saltley Colleges in Birmingham, an dem er zum Lehrer ausgebildet wurde. Im August 1921 schloss er sich Wigan Borough an, die vor ihrer ersten Saison in der neu gegründeten Football League Third Division North standen und neben Bamforth ein Dutzend weiterer Amateurspieler verpflichtet hatten. In der Presse wurde er als „rechter Halbstürmer“ vorgestellt, von dem „viel erwartet wird“. Zu seinem einzigen Auftritt in der Football League kam er wenige Wochen später Anfang September 1921 aber als rechter Außenläufer, dabei bildete er mit Dick Carlisle und Owen Williams die Läuferreihe. Die Partie war das erste Football-League-Heimspiel der Vereinsgeschichte und endete mit einer 1:4-Niederlage gegen den FC Nelson. Seinen zweiten und letzten Auftritt für die erste Mannschaft von Wigan Borough hatte Bamforth Anfang Januar 1922 erneut als Außenläufer, als er bei einer 0:1-Niederlage im Lancashire Senior Cup gegen Stockport County mitwirkte.
Bamforth spielte bis Saisonende für Wigan Borough, letztmals findet sich sein Name im Mai 1922 im Reserveteam anlässlich eines Spiels gegen die dritte Mannschaft des FC Everton. Seine Fußballlaufbahn fand verletzungsbedingt ein frühes Ende, seinen Lebensunterhalt verdiente er als Lehrer in Up Holland.